# Podbreg, Kamnik
Podbreg este o localitate din comuna Kamnik, Slovenia, cu o populație de 13 locuitori.